# Порпорано (Парма)
Порпорано (итал. Porporano) је насеље у Италији у округу Парма, региону Емилија-Ромања.
Према процени из 2011. у насељу је живело 1104 становника. Насеље се налази на надморској висини од 82 м.